# 1319 pr. n. št.

## Smrti
- Aj, faraon Osemnajste egipčanske dinastije (* ni znano)